# Шебеста, Пауль
Пауль Иоахим Шебеста (нем. Paul Joachim Schebesta; 20 марта 1887, с. Грос-Петервиц, ныне Петровице-Вельке, Силезское воеводство, Польша) — 17 сентября 1967, Мёдлинг, Австрия) — немецкий учёный, лингвист, этнолог, антрополог, редактор, миссионер Общества Слова Божьего (лат. Societas Verbi Divini, SVD), педагог, доктор наук (1926), исследователь пигмеев и негритосов.
Представитель культурно-исторической школы, католический священник, член ордена вербистов, член-корреспондент Австрийской Академии наук и Немецкого антропологического общества.

## Биография
Моравского происхождения. В школе изучал немецкий язык. Свободно говорил на польском и чешском языках. Позже к ним добавились языки банту и малайзийский.
До 1905 года изучал богословие и этнологию в миссионерской школе вербистов. После рукоположения в 1911 году был отправлен с миссией в Мозамбик, во время Первой Мировой войны в 1916—1919 годах — интернирован португальцами, затем изучал в Лиссабоне архивные материалы по истории Мономотапы.
После окончания Первой мировой войны работал в редакции журнала «Антропос», в 1920—1923 годах был редактором журнала. С 1921 года преподавал в школе в Мария-Энцерсдорфе. В 1923 году окончил Венский университет.
С 1947 года преподавал в Венском экономическом университете.

## Научная деятельность
Изучал негритосов Малайзии (1924—1925) и Филиппин (1938—1939), пигмеев-мбути, ква и бинга Бельгийского Конго, тва Руанды, бекви и акоа Габона и Камеруна (1929—1930, 1934—1935, 1949—1950, 1954—1955, частично — с М. Гузинде).
Его труды заложили основы научного изучения пигмеев и негритосов. Способствовал сохранению культуры пигмеев Конго, которые прозвали его «баба ва бамбути» («отец пигмеев»).
Был сторонником теории Прамонотеизма.